# Futbol femení

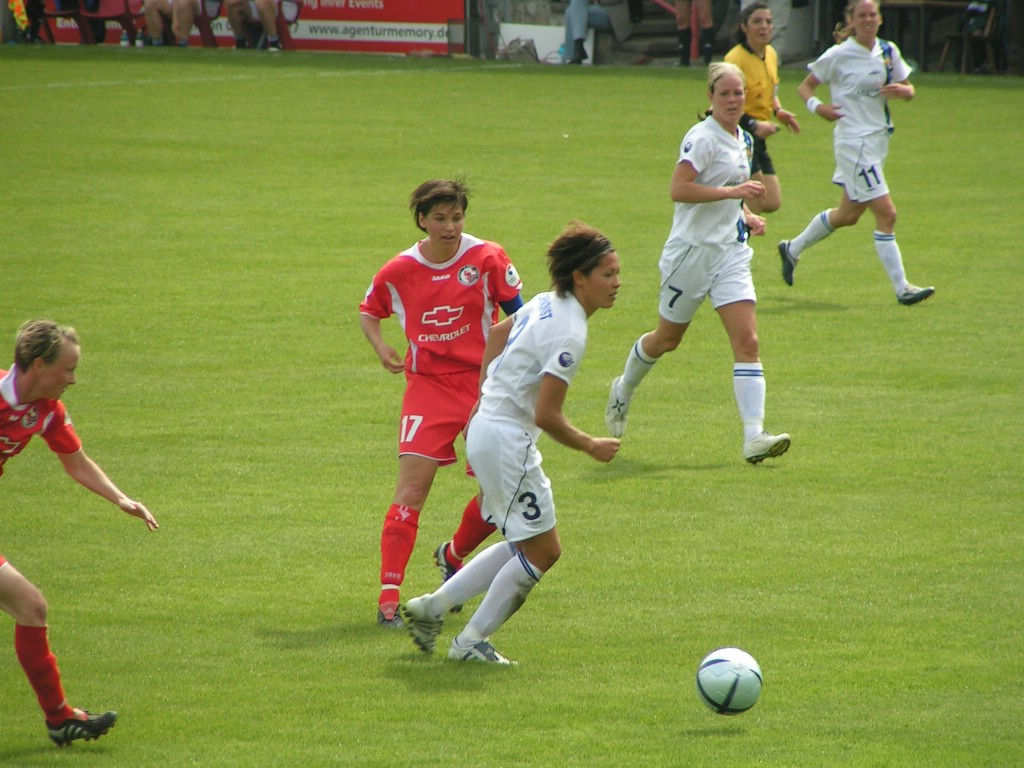
Final de la Copa UEFA Femenina 2005 a Potsdam.

El futbol femení és l'esport d'equip més prominent entre les dones en molts països i representa una de les poques disciplines esportives amb lligues professionals en aquest àmbit. Disposa de 176 seleccions nacionals competint internacionalment.

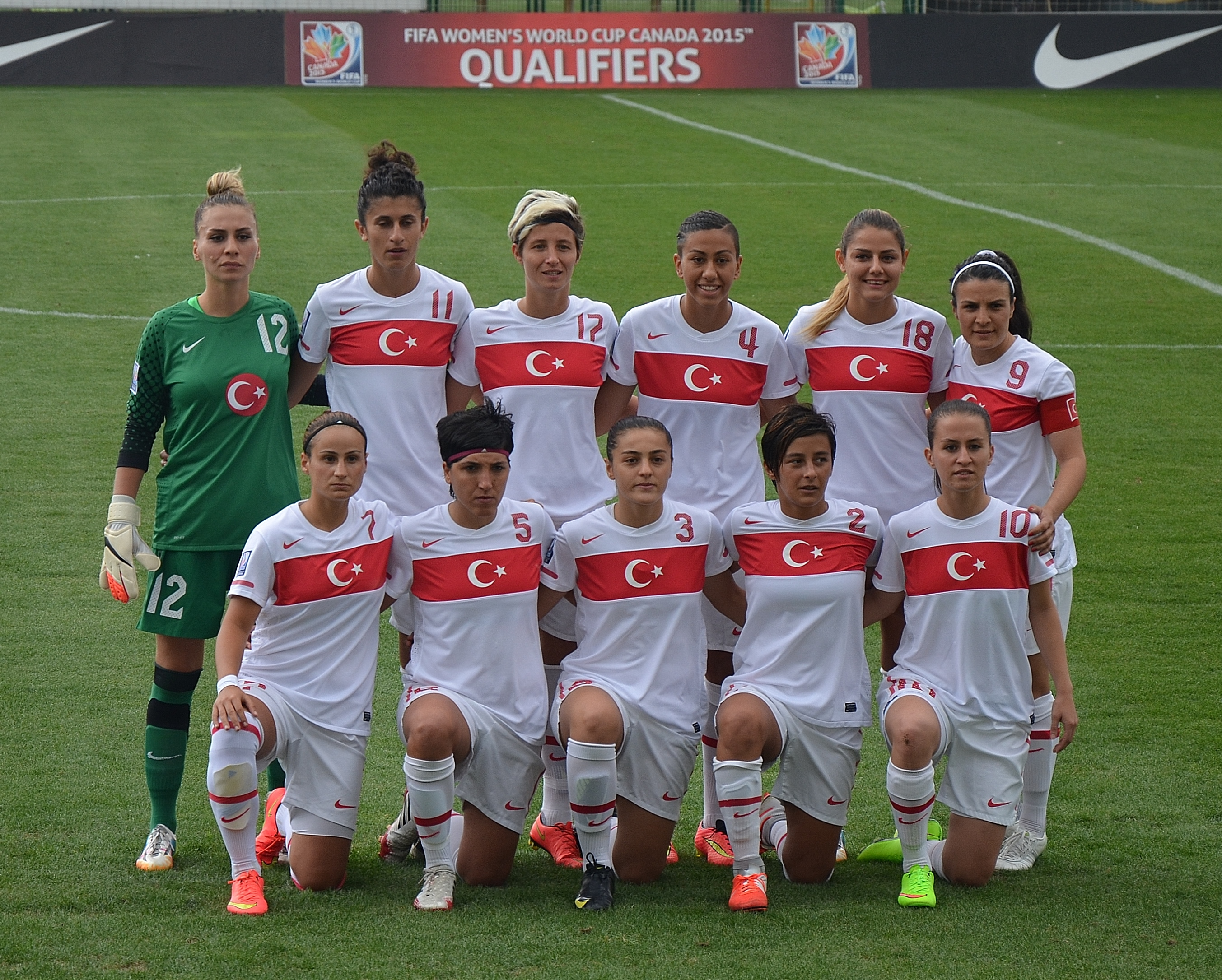
Selecció nacional turca de dones l'any 2014

## Història
La dona ha estat important en el desenvolupament i evolució del futbol fins als nostres dies. Les primeres evidències daten dels temps de la dinastia Han en el qual es jugava una variant antiga del joc anomenada Tsu Chu. Hi ha altres esports que indiquen que, al segle xii, era usual que les dones juguessin jocs de pilota, especialment a França i Escòcia. El 1863, es van definir normes per evitar la violència en el joc sempre que fos socialment acceptable per les dones. El 1892, a la ciutat de Glasgow, Escòcia, es va registrar el primer partit de futbol entre dones.

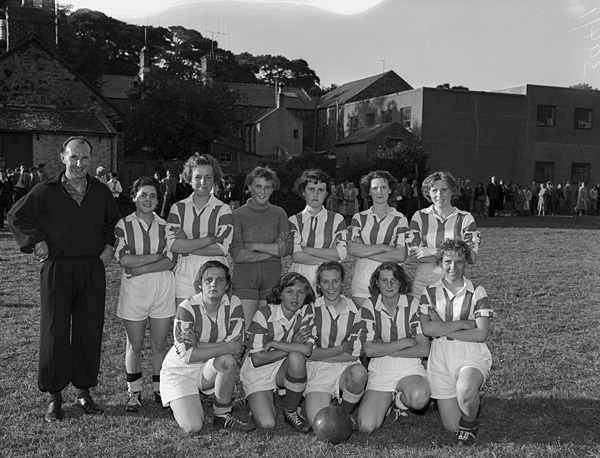
Equip gal·lès femení de futbol, 1959

El document més conegut sobre els començaments del futbol femení daten de 1894, quan Nettie Honeyball, una activista dels drets de la dona, va fundar el primer club esportiu, anomenat British Ladies Football Club. Honeyball, convençuda de la seva causa, va declarar que amb això volia demostrar que la dona podia assolir emancipar-se i tenir un lloc important en la societat que, en aquells dies, excloïa moltes dones.
La Primera Guerra Mundial va ser clau en la massificació del futbol femení a Anglaterra. Com que molts homes van sortir al camp de batalla, la dona es va introduir massivament en la força laboral. Moltes fàbriques tenien els seus propis equips de futbol que fins a aquell llavors eren privilegi dels homes. El més reeixit d'aquests equips va ser el Dick, Kerr's Ladies F.C. de Preston, Anglaterra. Aquest equip va ser reeixit, aconseguint resultats increïbles, com el d'un partit contra un equip escocès en el qual van guanyar per 22-0.
No obstant això, a la fi de la guerra, la FA no va reconèixer al futbol femení malgrat l'èxit de popularitat que va aconseguir. Això va portar a la formació de l'English Ladies Football Association; els inicis van ser difícils a causa del boicot de la FA, que els va portar fins i tot a jugar en pistes de Rugbi i a altres no afiliades a la FA.
Després de la Copa del Món de Futbol de 1966, l'interès de les aficionades va créixer fins al punt que la FA va decidir reincorporar, el 1969, la branca femenina de la FA. El 1971, la UEFA va encarregar als seus respectius associats la gestió i foment del futbol femení, fet que es va consolidar en els següents anys. Així, països com Itàlia, Estats Units o Japó tenen lligues professionals competitives la popularitat de la qual no enveja l'aconseguida per les lligues masculines.
El Camp Nou va ser l'escenari del rècord mundial d'espectadors en un partit de futbol femení, amb 91.553 espectadors, el 30 de març del 2022, en un partit del Barcelona contra el Madrid que va guanyar l'equip local per 5 a 2. Tres setmanes després el club català va batre el seu propi récord amb una assistència de 91.648 en l'anada de semifinals contra el VfL Wolfsburg que acabà amb un resultat de 5 a 1.
Durant el segle xxi, el futbol femení ha experimentat un gran creixement, tot i que encara no està normalitzat.

## Rècord d'espectadors
| Posició | Dia                    | Partit                           | Resultat  | Estadi                  | Espectadors | Competició                        | Ref.   |
| ------- | ---------------------- | -------------------------------- | --------- | ----------------------- | ----------- | --------------------------------- | ------ |
| 1       | 22 d'abril del 2022    | FC Barcelona - VfL Wolfsburg     | 5-1       | Camp Nou                | 91.648      | Lliga de campions semifinal       | [ 11 ] |
| 2       | 30 de març del 2022    | FC Barcelona - Reial Madrid CF   | 5-2       | Camp Nou                | 91.553      | Lliga de campions quarts de final | [ 13 ] |
| 3       | 10 de juliol del 1999  | EEUU - Xina                      | 0-0 (5-2) | Rose Bowl               | 90.185      | Copa Mundial de Futbol final      | [ 13 ] |
| 4       | 9 d'agost del 2012     | EEUU - Japó                      | 2-1       | Wembley Stadium         | 80.203      | Jocs Olímpics final               | [ 13 ] |
| 5       | 9 de novembre del 2019 | Anglaterra - Alemanya            | 1-2       | Wembley Stadium         | 77.768      | Partit amistós                    | [ 13 ] |
| 6       | 17 de març del 2019    | Atlètic de Madrid - FC Barcelona | 0-2       | Wanda Metropolitano     | 60.739      | Lliga espanyola                   | [ 13 ] |
| 7       | 7 de juliol del 2019   | EEUU - Països Baixos             | 2-0       | Parc Olympique Lyonnais | 57.900      | Copa Mundial de Futbol final      | [ 13 ] |
| 8       | 6 de juliol del 2015   | EEUU - Japó                      | 5-2       | BC Place                | 53.341      | Copa Mundial de Futbol final      | [ 13 ] |

## Futbol femení a Espanya
Als EUA, el futbol femení gaudeix de gran popularitat. A la Primera Divisió de Futbol Femení, clubs com el Futbol Club Barcelona (femení) l'Atlètic de Madrid, l'Espanyol, l'Athletic Club BFKEB, de Bilbao, o el Llevant Femení es disputen cada any el títol de Lliga. Milene Domingues, jugadora del Pozuelo CF femení, és la jugadora de futbol femení més coneguda a Espanya. Actualment treballa en l'ADC Canillas (Madrid) en les categories de futbol base després d'haver-se titulat amb el Nivell I d'entrenadora.
El Reial Madrid va apadrinar el Pozuelo CF. Es va crear una lliga nova en què es va donar una invitació a participar en primera divisió sense necessitat de començar des de categories inferiors però havien de tenir un equip en 1a, 2a o 2a B masculina per optar a aquesta plaça. Només Las Palmas, Nàstic, Reial Valladolid, SD Eibar, Sevilla FC i Real Jaén van acceptar la invitació. Florentino Pérez es va dedicar exclusivament a reactivar la popularitat del Reial Madrid masculí.
Dos campionats per l'Athletic Club són el bagatge dels dos primers anys de Superlliga Espanyola; el precedent de la primera divisió, va estar comandat durant diverses temporades pel Llevant, de la mà d'un entrenador home. L'Espanyol va ser el següent i el Llevant, l'últim campió. Històrica també la participació de l'Athletic en la UEFA, havent estat el primer club de Superlliga capaç d'assolir la segona fase i estar prop dels quarts de final.
El creixement del futbol femení a Espanya queda lluny de la majoria dels països europeus, sent tan sols el 2% de fitxes registrades pertanyents al gènere femení (gairebé aconsegueixen les 17.000). L'arribada d'estrelles mediàtiques encara deixa molt a desitjar, sent Maribel Domínguez "Marigol" la màxima exponent. La seva arribada al FC Barcelona va suposar un gran impuls en els mitjans de comunicació, que al cap de poc es van veure frenats després de la reestructuració de l'equip culer. Aquest any va acabar descendint de Superlliga (06/07), encara que va recuperar la categoria en la temporada següent. Aquest mateix any ascendeix a la Superlliga la UE L'Estartit, equip català al qual es canvia "Marigol".
El màxim exponent de jugadores espanyoles jugant a l'estranger el trobem a Indiana, un dels millors clubs del món, on María Ruiz i Laura Baeza, ambdues madrilenyes de naixement, van quallar uns grans partits. Ruiz va tornar a Espanya en la temporada 2009-2010 per defensar els colors de l'Espanyol.
A nivell internacional Laura del Río és una de les màximes figures que representen a Espanya. No obstant això, Laura del Río, en la temporada 2008 va decidir provar la lliga W-League USA, va jugar després al FCC Frankfurt i al Boston Brakers de la lliga professional dels EUA.
La temporada 2008/2009 la Superlliga desapareix, passant a ser Superlliga primera divisió amb 16 equips, en lloc dels 14 que tenia la Superlliga.
En l'edició de 2022-23 de la Supercopa d'Espanya, va esclatar un conflicte a rel del fet que les jugadores van haver d'agafar les seves pròpies medalles de les seves capses dipositades en una taula al camp, a diferència de la Supercopa masculina que s'havia celebrat 15 dies abans, on les autoritats van penjar personalment i un a un les medalles als jugadors. L'edició s'havia celebrat a l'Estadi Romà de Mèrida, que té una capacitat de només 15.000 persones i no disposa de serveis propis com lavabos. L'horari tampoc no fou el mateix. Algunes fonts van indicar la possible vinculació amb el conflicte obert l'estiu de 2022 entre algunes jugadores i la Federació sobre la idoneïtat de l'entrenador Jorge Vilda, que ja no podia comptar amb moltes de les jugadores, en especial del FC Barcelona (7), per a la Copa Mundial d'aquell any.

## Competicions
- Campionat d'Europa Femení de la UEFA
- Copa Mundial Femenina de Futbol
- Jocs Olímpics
- Copa Libertadores Femenina de América